# Billy Mitchell (militar)
William Lendrum "Billy" Mitchell (Nice, 28 de dezembro de 1879 – Nova Iorque, 19 de fevereiro de 1936) foi um general do Exército dos Estados Unidos, reconhecido por muitos como o "pai da Força Aérea Americana". Ele é um dos mais famosos e polêmicos vultos da história da aviação estadunidense.
Mitchell serviu na França durante a Primeira Guerra Mundial e, até o término do conflito, comandou todas as missões de combate aéreo americanas naquele país. Após a guerra, foi indicado ao cargo de diretor-assistente do Serviço Aéreo do Exército Americano e começou a defender aumentos de investimentos em tecnologia aérea, pois acreditava que os aviões seriam armas vitais em futuros conflitos militares. Ele chamava a atenção principalmente para a eficácia dos bombardeios aéreos em missões de afundamentos de navios de guerra e organizou uma série de simulações contra naves ancoradas numa área de testes, buscando provar suas ideias.
Mitchell irritou muitas autoridades do Exército com seus argumentos e críticas e, em 1925, ele foi rebaixado a coronel. Nesse mesmo ano, ele foi à Corte marcial acusado de insubordinação após ter denunciado os comandantes do Exército e da Marinha por "gestão quase traidora da defesa nacional."  Ele renunciou ao posto no Serviço Aéreo, pouco tempo depois.
Mitchell recebeu muitas honrarias após a sua morte, inclusive uma promoção a General-Comandante dada pelo Presidente dos Estados Unidos. Ele é o único homem cujo nome batizou um modelo de avião militar americano, o B-25 Mitchell.

## Primeiros anos

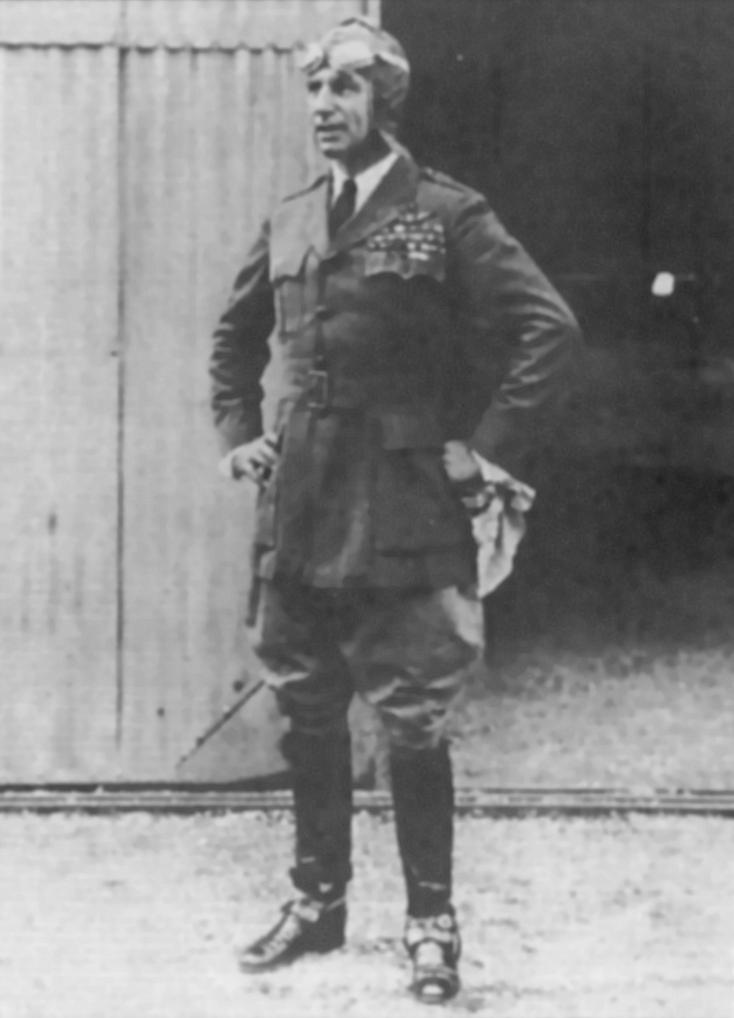
Mitchell

Billy Mitchell nasceu em Nice, França, filho de John L. Mitchell, um próspero senador americano representante do Estado de Wisconsin e de Harriet Mitchell. Ele cresceu numa fazenda no lugar que hoje é um subúrbio do Condado de Milwaukee, Wisconsin, chamado West Allis. Seu avô, Alexander Mitchell, foi um imigrante escocês e uma das pessoas mais ricas daquele Estado e financiou a Ferrovia Milwaukee Road em sociedade com o Banco Marine de Wisconsin. O Mitchell Park foi chamado assim em homenagem a Alexander.
Billy Mitchell se graduou na Faculdade Columbian de Artes e Ciências da Universidade George Washington. Se alistou como soldado aos 18 anos de idade durante a Guerra contra a Espanha. Rapidamente se tornou oficial graças a influência dos pais e se juntou ao Corpo de Sinaleiros do Exército Americano. Após o término da guerra, ele seguiu carreira no Exército. Nessa época ele já se mostrara interessado em aviação, após assistir a um voo público dos Irmãos Wright. Em 1908, como um jovem oficial do Exército, Mitchell observou a demonstração de voo de Orville Wright em Forte Myer, Virgínia. Mitchell tomou aulas de pilotagem na Escola de Aviação Curtiss em Newport News, Virgínia. Um dos instrutores de voo de Mitchell foi Walter Lees, aviador de Mazomanie, Wisconsin.
Após viagens para as Filipinas e Alasca, Mitchell foi para o Estado Maior—era o membro mais jovem, com 32 anos de idade. Ele foi para a Divisão de Aeronáutica do Corpo de Sinaleiros, órgão antecessor do Serviço Aéreo do Exército. Em 1916, aos 38 anos de idade, tomou lições particulares de voo, pois o Exército o considerava muito velho e alto para treiná-lo em suas aeronaves.

## Primeira Guerra Mundial
Em 6 de abril de 1917, os Estados Unidos declararam Guerra contra a Alemanha e Mitchell, agora no posto de Tenente-Coronel, foi imediatamente transferido para a França. Ele colaborou bastante com os comandantes de operações aéreas do Reino Unido e França, tais como o general Hugh Trenchard, estudando as estratégias bem como as aeronaves. Em pouco tempo, Mitchell já tinha experiência suficiente e começou a planejar as operações aéreas dos americanos. Mitchell rapidamente angariou reputação de um brilhante, elegante e incansável líder. Foi promovido ao posto de general-brigadeiro e assumiu o comando de todas as unidades aéreas americanas que lutavam na França. Em setembro de 1918 ele planejou e liderou cerca de 1 500 aeronaves britânicas, francesas e italianas nos combates aéreos da Batalha de Saint-Mihiel, uma das primeiras ofensivas conjugadas ar-terra da História.
Reconhecido como um dos melhores pilotos americanos de combate da guerra, juntamente com Eddie Rickenbacker, ele se tornou muito conhecido em toda a Europa. Foi agraciado com a Cruz por Distinção em Serviço (Estados Unidos), a Medalha por Distinção em Serviço, a medalha da Vitória na Primeira Guerra e várias condecorações estrangeiras. Mesmo com todo esse reconhecimento, muito de seus superiores ficaram irritados com ele durante seus 18 meses de serviço na França.

## Campanha a favor dos aviões no Pós-Guerra

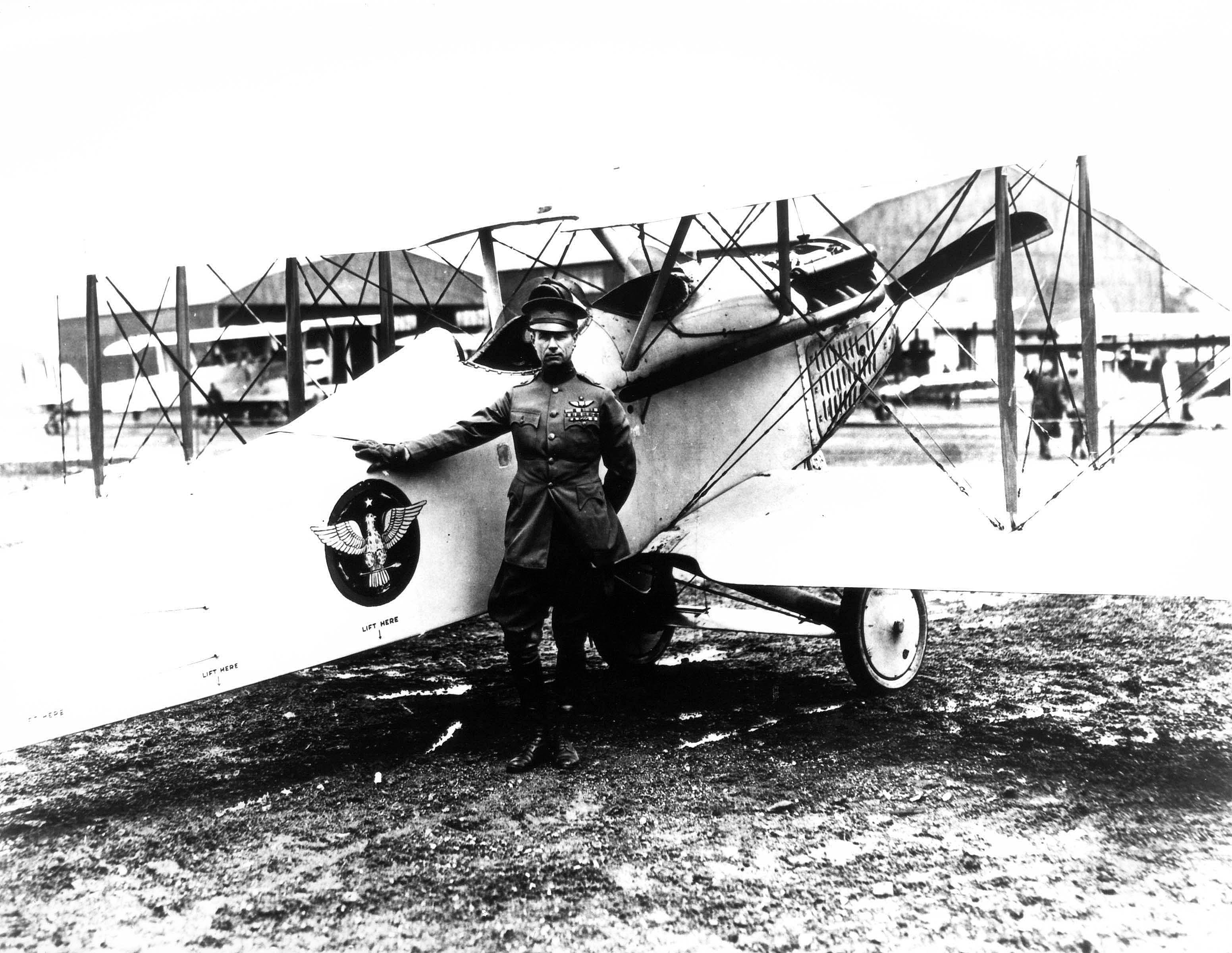
Billy Mitchell e o Bluebird Vought VE-7

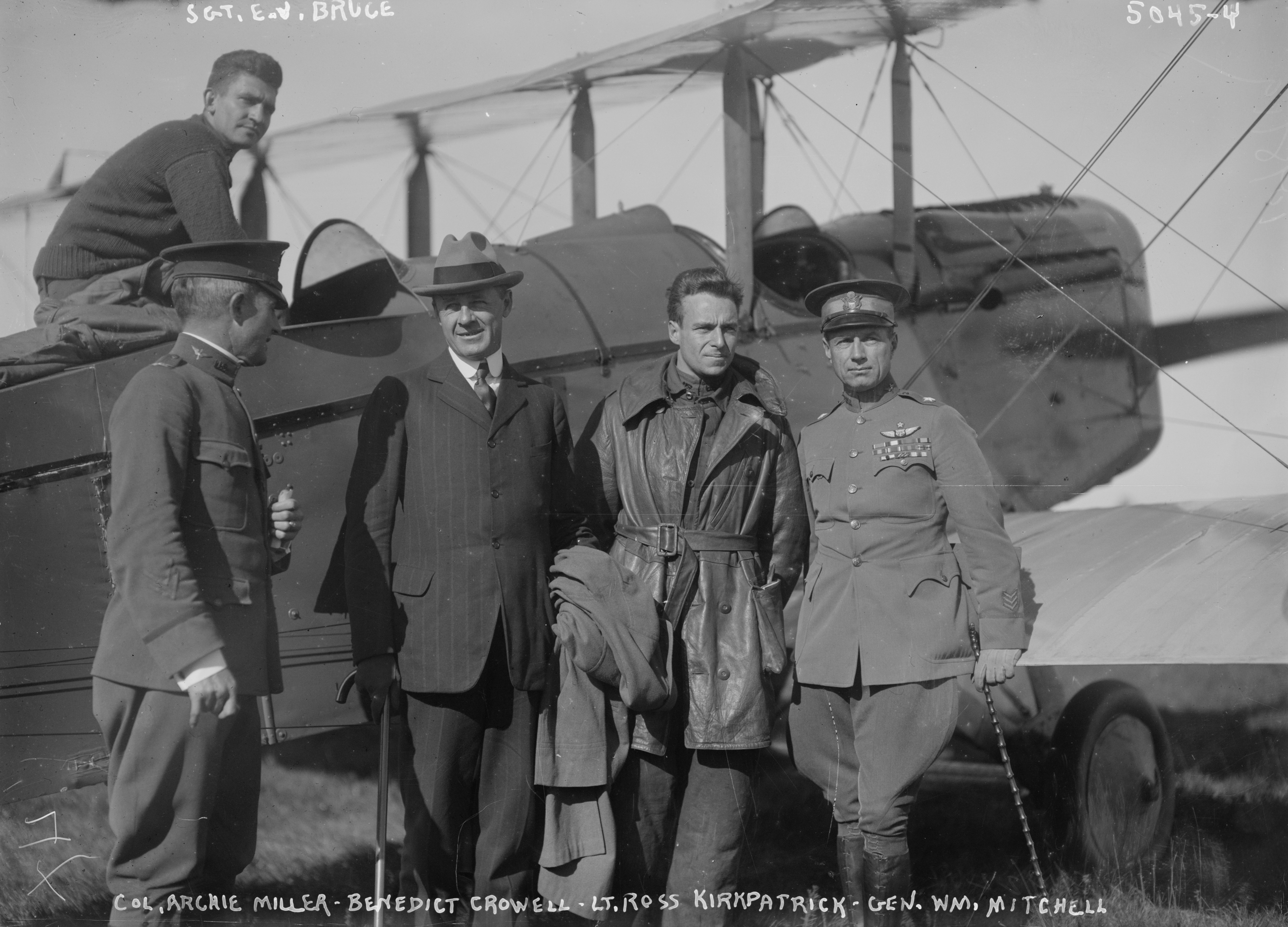
Coronel Archie Miller, Benedict Crowell, tenente Ross Kirkpatrick, general Wm. Mitchell e sargento E.N. Bruce

De volta aos Estados Unidos no princípio de 1919, Mitchell foi indicado ao posto de diretor-assistente do Serviço Aéreo do Exército, contrariando suas expectativas de se tornar diretor. Para esse posto, o general Pershing indicou o general-major Charles T. Menoher, egresso da Infantaria (ele comandara a 42ª Divisão de Infantaria - Divisão Arco-Íris, na França), que se tornou a principal autoridade de controle operacional da aviação das forças em terra.
Mitchell não compactuava da crença comum da época sobre a Primeira Guerra Mundial ter sido a Guerra para acabar com as Guerras.
Suas relações com os superiores continuaram a se deteriorar e ele começou a atacar os Departamentos de Guerras e Marinha pelos aperfeiçoamentos insuficientes da tecnologia aérea. Ele defendeu o desenvolvimento de novas bombas, a serem alocadas nos aviões, motores super-turbos e torpedos lançados do ar. Ele recomendou o uso de aviões pela Guarda Florestal e para o patrulhamento das fronteiras e encorajou a realização de uma corrida aérea transcontinental, nos limites do pais, além de incentivar os pilotos a conseguirem novos recordes de velocidade, resistência e altitude—ou seja, qualquer coisa que mantivesse a aviação nas manchetes.

### Bombardeios aéreos simulados
Em 21 de fevereiro de 1921, Mitchell estava ansioso para testar suas teorias de destruição de navios por intermédio de bombardeio aéreo. O Secretário da Guerra Newton Baker e o Secretário da Marinha Josephus Daniels aprovaram uma série de exercícios combinados do Exército com a Marinha, conhecido como Projeto B, tendo como alvos armazéns e navios bélicos capturadas do inimigo e desativados.

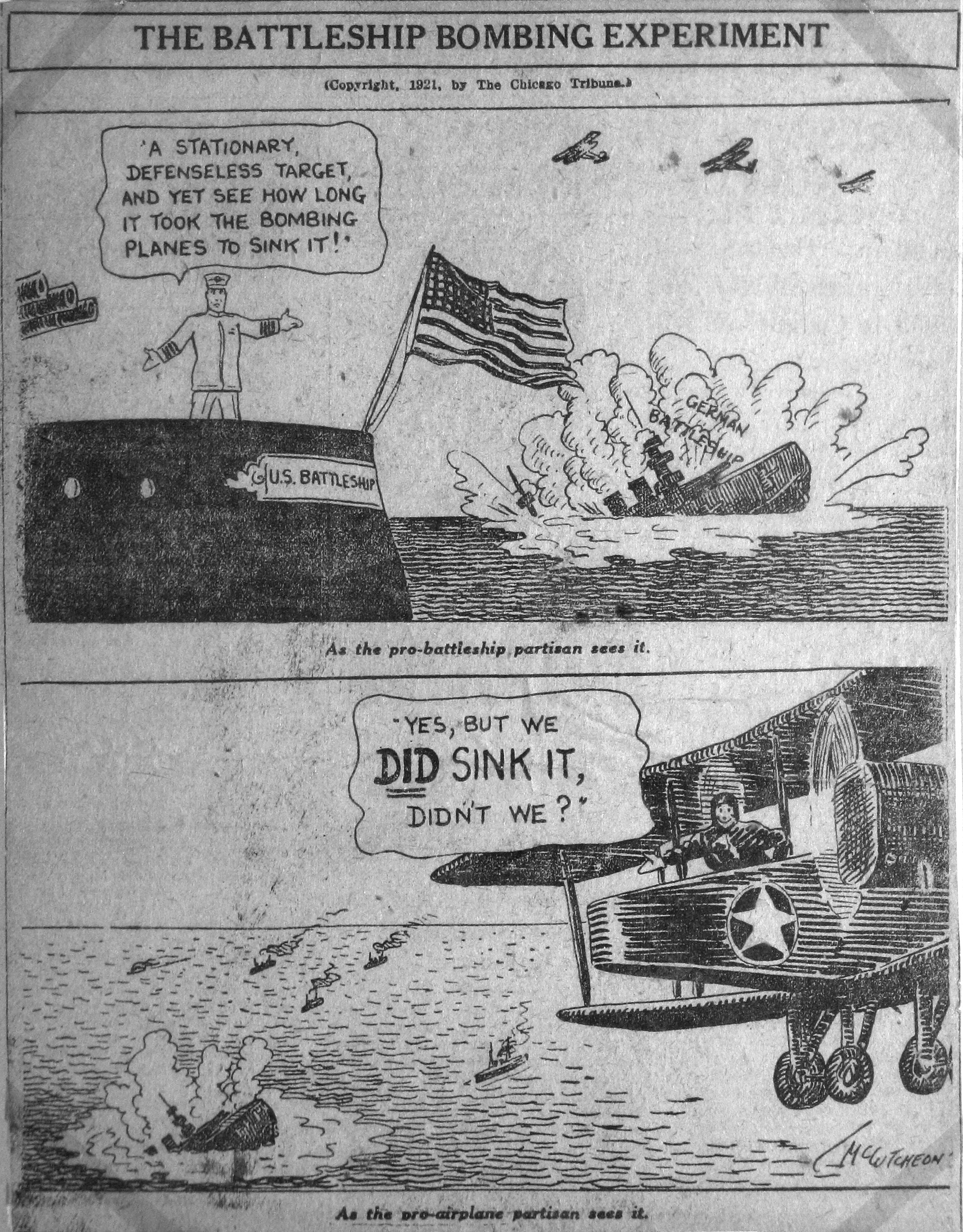
Charge de 1921 do Chicago Tribune

Mitchell estava convencido que investir em navios encouraçados não era o ideal e que esse dinheiro deveria ser usado para melhorar a aviação militar. Acreditava que os aviões antinavios poderiam defender a costa americana da mesma maneira e com menos custos do que a cara combinação de canhões e navios. Mil aviões bombardeiros poderiam ser construídos com o mesmo custo de uma belonave de guerra. Mitchell enfurecera a Marinha ao afirmar que podia afundar navios "em condições de guerra" e poderia provar isso usando os navios alemães capturados, em simulações.
A Marinha concordou com relutância com a demonstração, depois que a Imprensa noticiara sobre seus próprios testes. A velha embarcação de guerra Indiana que estava estacionada na Ilha Tangier na Virginia, fora afundada em 1 de novembro de 1920 pelos  próprios aviões das Forças Navais. Daniels esperava que Mitchell fracassasse com base nas conclusões de um relatório escrito pelo capitão William D. Leahy que começava dizendo que "O experimento apontara para a impossibilidade de um navio de guerra moderno ser destruído ou posto a pique pelo uso de bombas aéreas." Quando o New York Tribune revelou que os "testes" da Marinha usaram bombas falsas e que o navio na verdade fora afundado com explosivos a bordo, o Congresso expediu duas resoluções exigindo novos testes e tirando o controle dos mesmos das autoridades navais.
Nas negociações para os novos testes, ficou acertado que a Imprensa não os noticiaria até que todos os dados fossem analisados e que só os relatórios oficiais poderiam ser divulgados; Mitchell sentiu que a Marinha queria ocultar os resultados. Foi pedida a demissão de Mitchell uma semana antes do começo dos testes devido as reclamações da Marinha contra as críticas de general mas o novo Secretário da Guerra John W. Weeks desistiu quando percebeu que ele tinha a opinião pública e a mídia do seu lado.

#### Primeira Brigada Aérea Provisória
Em 1 de maio de 1921, Mitchell formou a Primeira Brigada Aérea Provisória, com tripulação de ar e terra com 125 aviões e 1 000 homens vindos de Langley, Virginia, usando seis esquadrões do Serviço Aéreo:
- Escola de Oficiais de Campo do Serviço Aéreo, Base Aérea de Langley, Virgínia, caças SE-5)
  - 50º Esquadrão (depois 431º Esquadrão Bombardeiro)
  - 88º Esquadrão (depois, 436º Esquadrão de Treinamento Estratégico)
- Grupo de Bombardeiros do Primeiro Dia (depois, 2º Grupo de Bombardeiros), Base Aérea de Kelly, Texas (SE-5, Martin NBS-1, Handley-Page O/400 e bombardeiros Caproni CA-5)
  - 49º Esquadrão
  - 96º Esquadrão Bombardeiro
- 7º Grupo de Observação, Campo Mitchell, Nova Iorque (caças DH-4 e planadores de observação Douglas O-2)
  - Primeiro Esquadrão de Reconhecimento
  - Quinto Esquadrão de Reconhecimento

Mitchell assumiu o comando em 27 de maio após testar as bombas, fuzis e outros equipamentos em  Aberdeen Proving Ground e começou a treinar técnicas para desviar dos canhões dos navios. Alexander Seversky, um veterano piloto russo que havia bombardeado navios alemães durante a Guerra, juntou-se à equipa e fez sugestões de que as bombas deveriam ser atiradas próximas dos navios para expandirem a pressão da água a ponto de romper os cascos. O capitão Alfred Wilkinson Johnson, comandante da Força Aérea, navegando pelo Atlântico a bordo do  USS Shawmut, confirmou posteriormente que bombas perto dos navios poderiam infligir maiores danos do que os tiros em cheio.

#### Regras
A Marinha e o Serviço Aéreo tinham propósitos conflitantes. Apoiada pelo general Pershing, as regras e condições da Marinha queriam garantir a sobrevivência dos alvos, pois homens deveriam  subir a bordo e determinarem os danos provocados pelo bombardeios. Os navios a serem atingidos deveriam estar a 100 braças marítimas para evitarem riscos para a navegação de outros navios. Foi escolhida uma área de 50 milhas na Baia Chesapeake. Os aviões estavam proibidos de usarem torpedos aéreos, e seria permitido apenas dois tiros em cheio com as bombas mais pesadas, com intervalo de tempo para avaliação dos danos. Pequenos navios não poderiam ser atingidos por bombas de 600 libras e os ataques poderiam ser interrompidos.
Mitchell relatou as restrições da Marinha para os testes de 21 de junho, 13 de julho e 18 de julho e afundou o destroyer alemão G102 e o cruzador Frankfurt em conjunto com os aviões da Marinha. Em cada uma dessas demonstrações os navios foram pela primeira vez atacados pelos caças SE-5, metralhados e bombardeados os tombadilhos com bombas de 25 libras para simularem a supressão das baterias antiaéreas, seguido de ataques de bombardeios de motores geminados Martin NBS-1 (Martin MB-2) usando bombas de alto poder de demolição. Mitchell observou os ataques no controle de seu próprio planador DH-4, apelidado de The Osprey.

#### Afundamento doOstfriesland

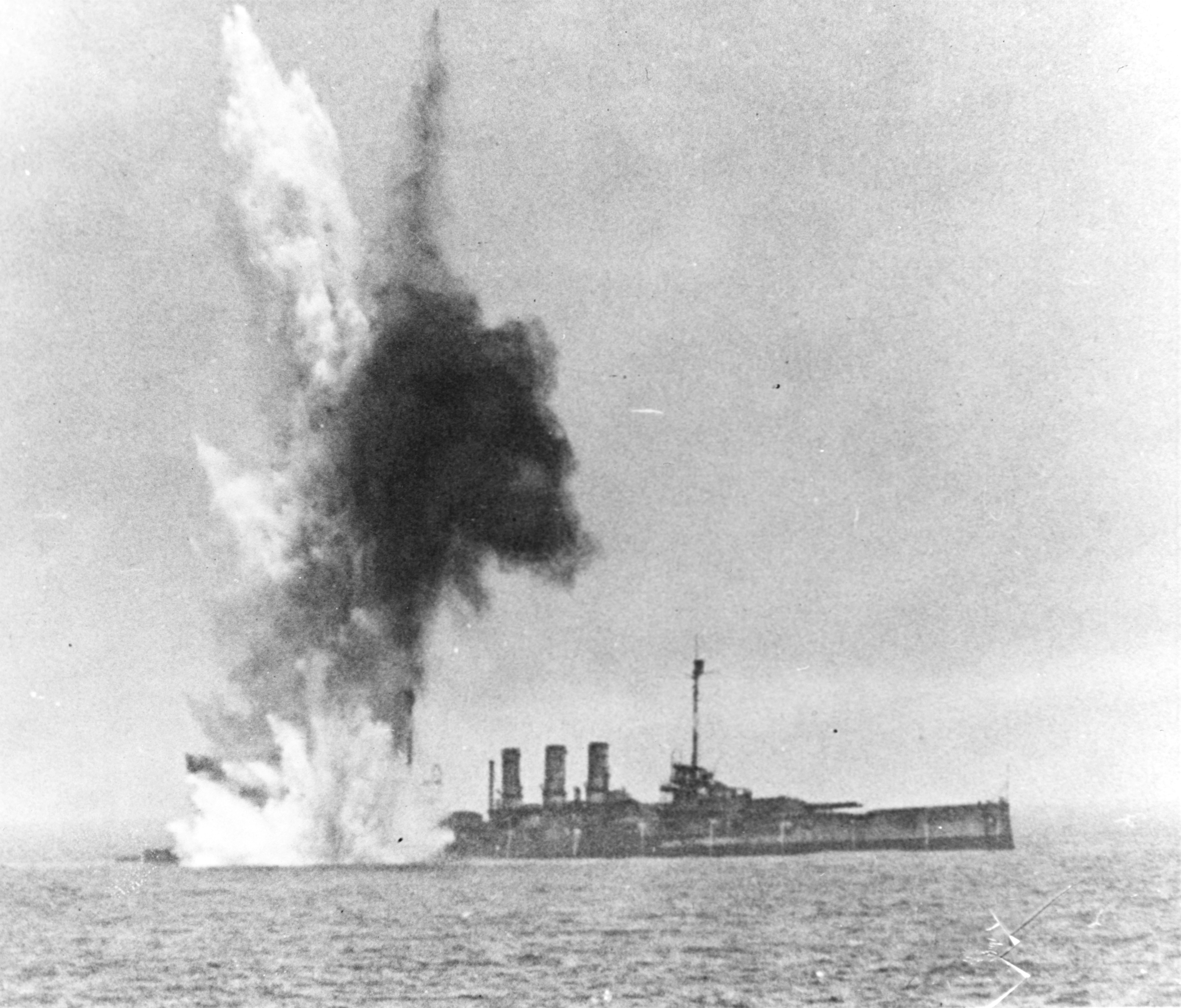
O bombardeio nas águas próximas à popa causa danos severos ao Ostfriesland

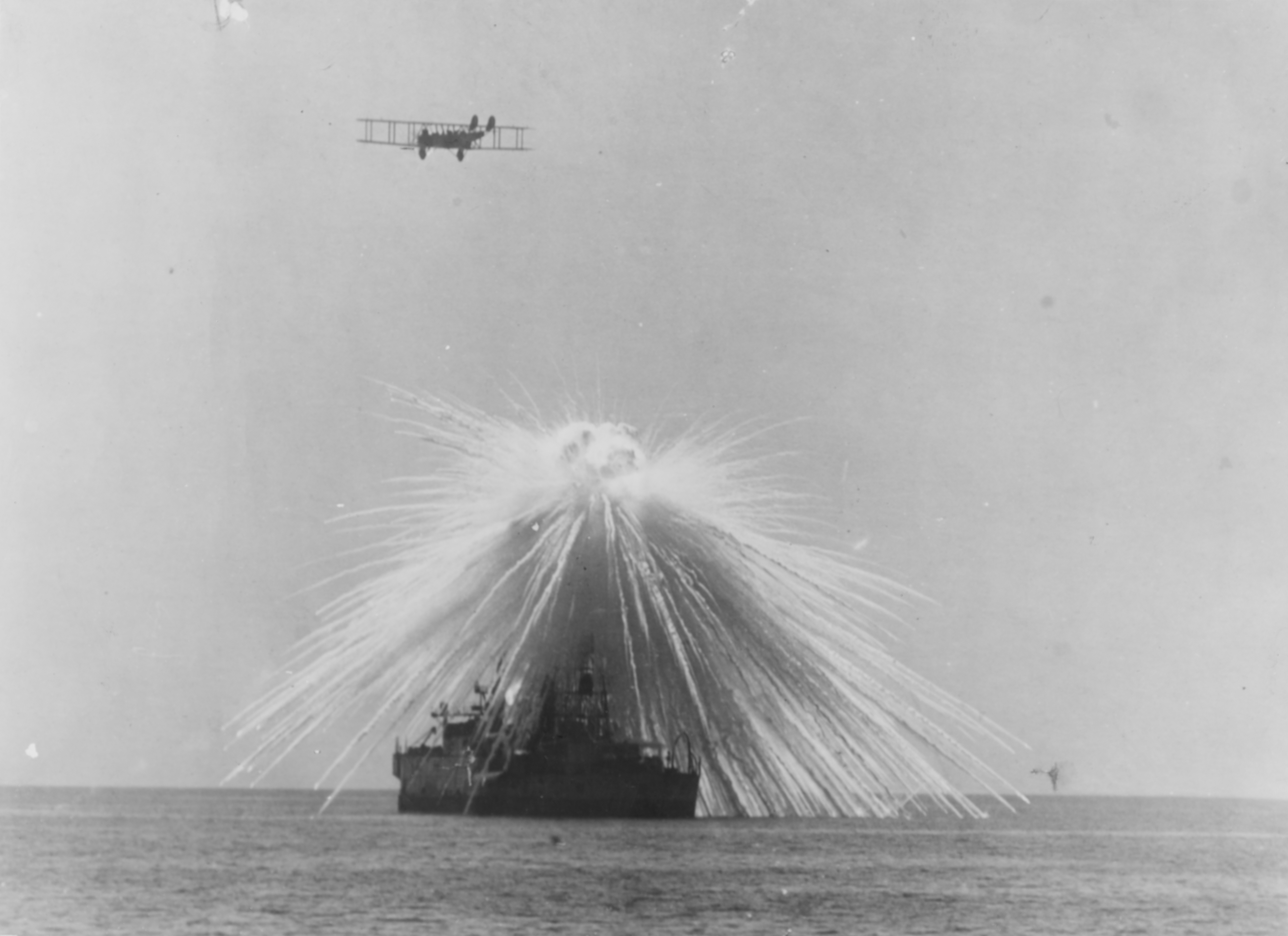
USS Alabama é atacado por bombas de fósforo branco atiradas pelo general Billy Mitchell, setembro de 1921.

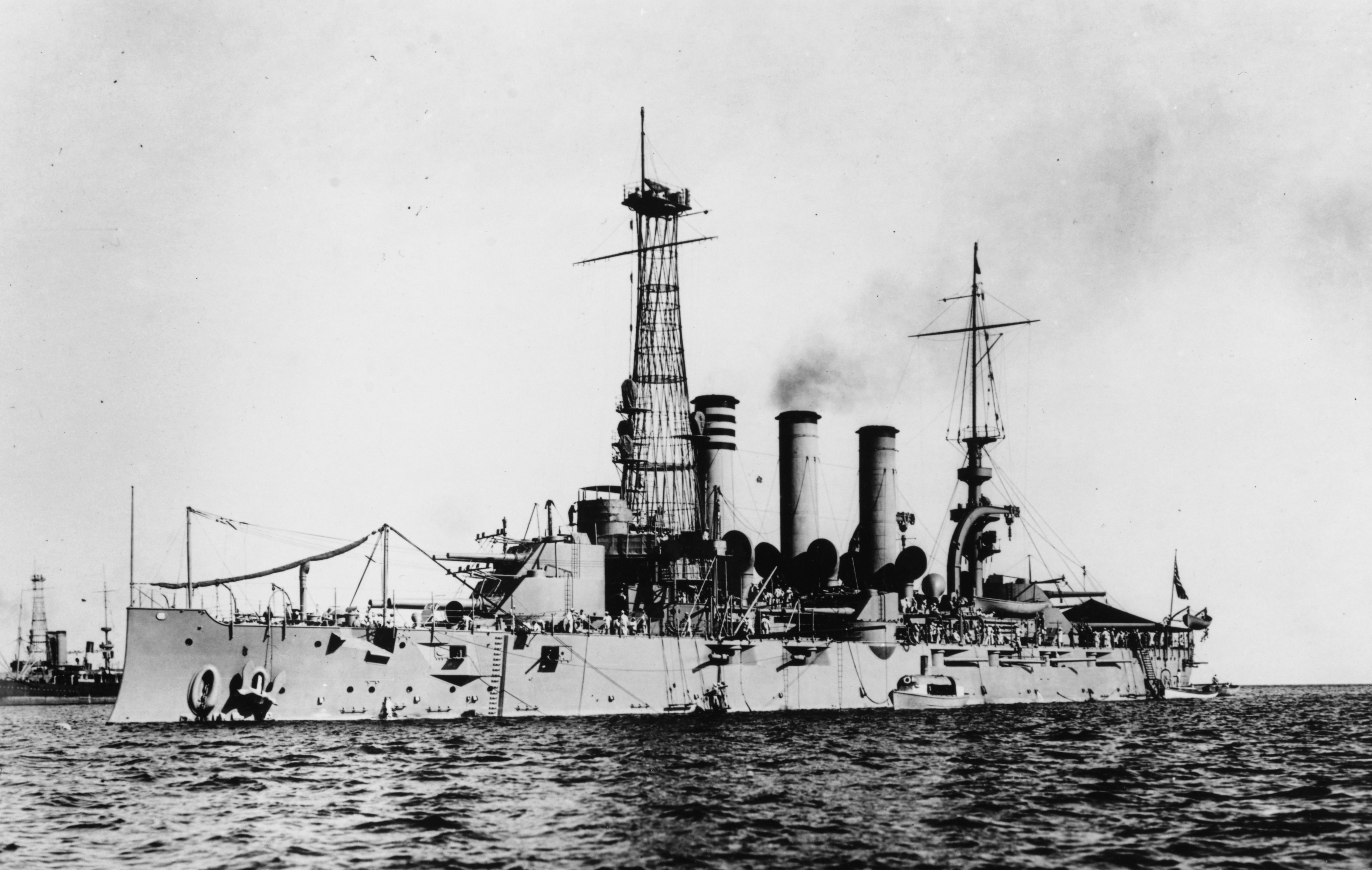
USS Virginia

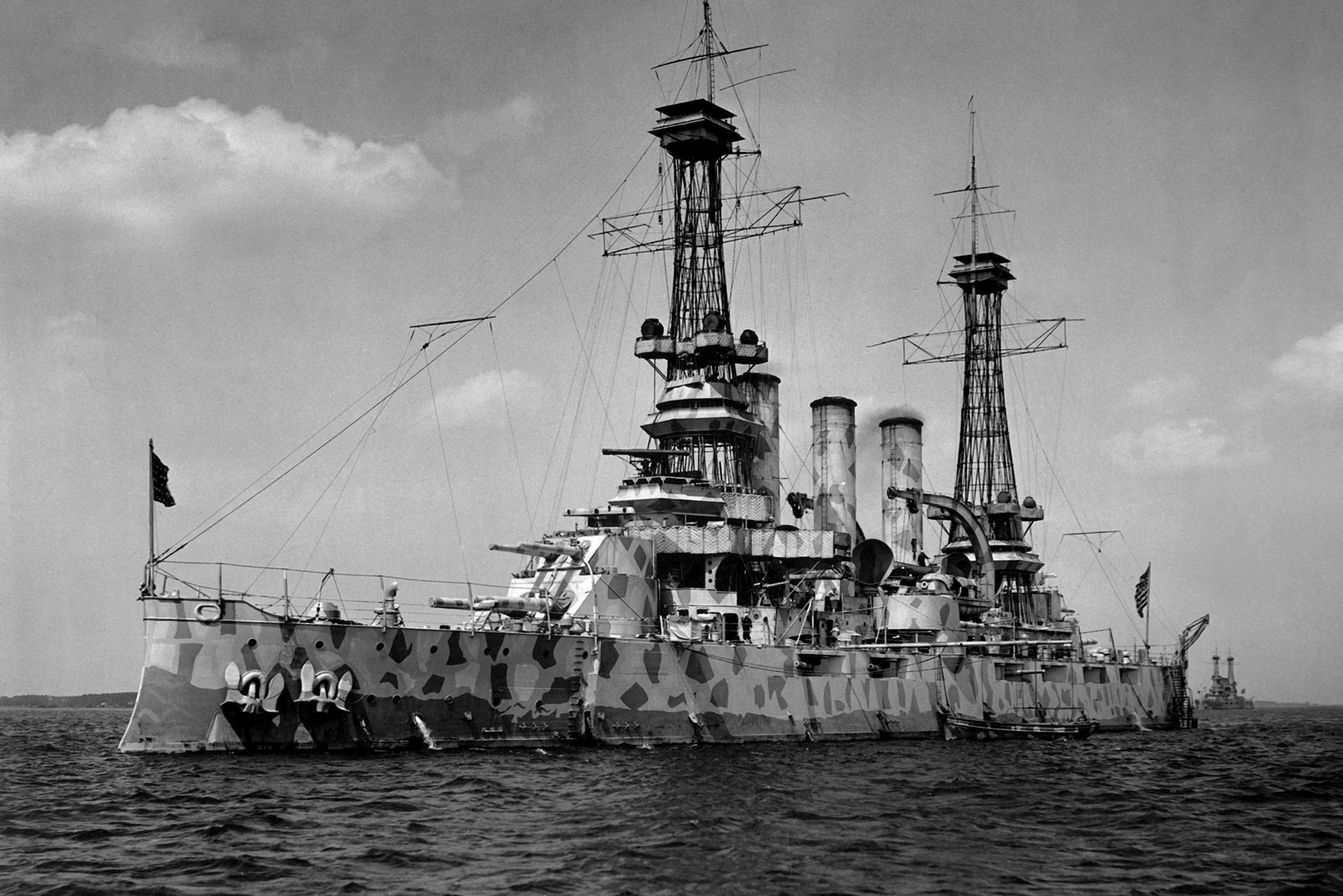
USS New Jersey 1918

Em 20 de julho de 1921, a Marinha reboca o ex-navio de guerra alemão Ostfriesland. No primeiro dia, bombas de 230, 550 e 600 libras foram atiradas pelos aviões e o Ostfriesland já fazia água. Mesmo com bombas ainda para serem atiradas, a Marinha interrompeu o bombardeio alegando a subida dos observadores a bordo, com os aviões do Serviço Aéreo já se aproximando. Os bombardeiros de Mitchell foram forçados a sobrevoarem em círculo por 47 minutos, fazendo com que metade das bombas e nenhuma das maiores, fossem liberadas.
Na manhã de 21 de julho, seguindo estritamente o calendário determinado para os ataques, cinco bombardeiros NBS-1 liderados pelo primeiro-tenente Clayton Bissell acertou três tiros diretos. A Marinha interrompeu no momento que os bombardeiros do Exército ainda tinham nove bombas para serem lançadas.
Nesse momento, foi despachada uma força de dois Handley-Page O/400 e seis bombardeiros NBS-1. Um dos Handley Page suspendeu o voo por problemas mecânicos mas os NBS-1 lançaram seis bombas rapidamente, entre 12:18 e 12:31, atingindo as águas próximas. Não foram tiros diretos mas três das bombas foram perto o suficiente para romperem o casco bem como fazer com que o navio adernasse. A embarcação afundou as 12:40, 22 minutos após a primeira bomba, restando ainda uma bomba do Handley Page. Próximo do local, os observadores estrangeiros e os oficiais americanos avistaram a espuma do naufrágio a bordo do USS Henderson.
Mesmo com Mitchell alegando as "condições de guerra", os testes com alvos estáticos e o afundamento do Ostfriesland foram complicados dada a violação por ele das regras acordadas com o general Pershing que queria apenas engenheiros da Marinha para examinarem os efeitos da munição menor. Estudos da Marinha consideraram que o Ostfriesland teve poucos danos causados pelas bombas e que seu afundamento foi devido ao progressivo alagamento que poderia ser interrompido por uma rápida ação de controle de avarias por equipe a bordo. Mitchell usara o afundamento com propósitos propagandísticos, embora os resultados fossem subestimados em público pelo general  John J. Pershing que esperava acalmar as relações entre a Marinha e o Exército. A eficácia do teste permanece tema de debate até os dias de hoje.
Os testes tiveram forte repercussão na época, provocando remanejamento de orçamento e destinação de recursos para o desenvolvimento das aeronaves e forçou a Marinha a avaliar com mais cuidado os efeitos de bombardeios aéreos.
O fato é que os afundamentos são inquestionáveis e Mitchell repetiu o feito mais duas vezes em testes conduzidos com os obsoletos navios Alabama em setembro de 1921 e Virginia e New Jersey em setembro de 1923.

### Propaganda do poder aéreo
Em 1922, Mitchell encontrou-se com o italiano teórico do poder aéreo Giulio Douhet numa visita a Europa e mais tarde uma tradução do livro de Douhet The Command of the Air começou a circular dentro do Serviço Aéreo. Em 1924, os superiores de Mitchell o enviaram para o Havai e à Ásia, para tirá-lo das primeiras páginas. Mitchell voltou com um relatório de 324 páginas com a previsão de uma futura guerra contra o Japão, incluindo um ataque a Pearl Harbor. De notar que Mitchell não acreditava na importância dos porta-aviões achando-os de pouca praticidade nessas operações:
não apenas eles não operam eficientemente em alto-mar como não terão lugar suficiente para garantirem a segurança dos aviões no ar em uma operação maciça.
  Ele acreditava que um ataque surpresa às ilhas havainas deveria ser conduzido por bases em terra operativas em ilhas do Pacífico. Seu relatório, foi publicado em 1925 como o livro Winged Defense e previa os benefícios do poder aéreo: 
Todos os interessados no futuro do país, não apenas na defesa nacional mas na aviação civil, comercial e econômica, deveriam estudar o assunto com cuidado, porque o poder aéreo não apenas veio para ficar mas também será um fator dominante no desenvolvimento do mundo.
 Winged Defense vendeu apenas 4 500 exemplares entre agosto de 1925 e janeiro de 1926, os meses da corte marcial.

### Rebaixamento e transferência
Mitchell experimentou dificuldades no Exército, particularmente com seus superiores general-comandante Charles T. Menoher e depois Mason Patrick, após ele ter comparecido no Comitê Lampert da Câmara dos Deputados e por isso foi punido pelos líderes do Exército e da Marinha. O Departamento de Guerra havia aceito a proposta de montar um "Quartel-General da Força Aérea" como um meio de modernizar e expandir o Serviço Aéreo, mas voltou atrás diante das objeções da Marinha.
Em março de 1925 Mitchell foi rebaixado ao posto de coronel e foi transferido para San Antonio, Texas, no escritório de aviação das forças em solo. Apesar das remoções não serem incomuns na época—o próprio Patrick tinha passado de coronel a general para coronel após retornar para o Corpo de Engenheiros do Exército em 1919—a mudança foi vista por todos como uma punição e exílio, mesmo Mitchell tendo pedido para permanecer como Diretor-Assistente do Serviço Aéreo quando seu contrato expirou e voltando a ser General de Brigada One Star em 16 de Julho de 1920.

## Corte Marcial e últimos anos

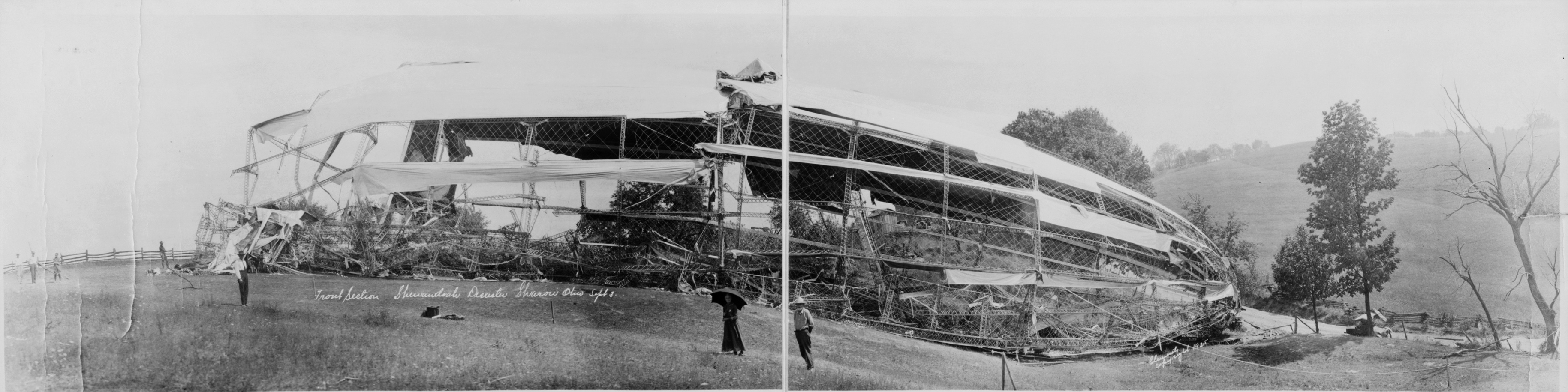
A parte frontal avariada do Shenandoah.

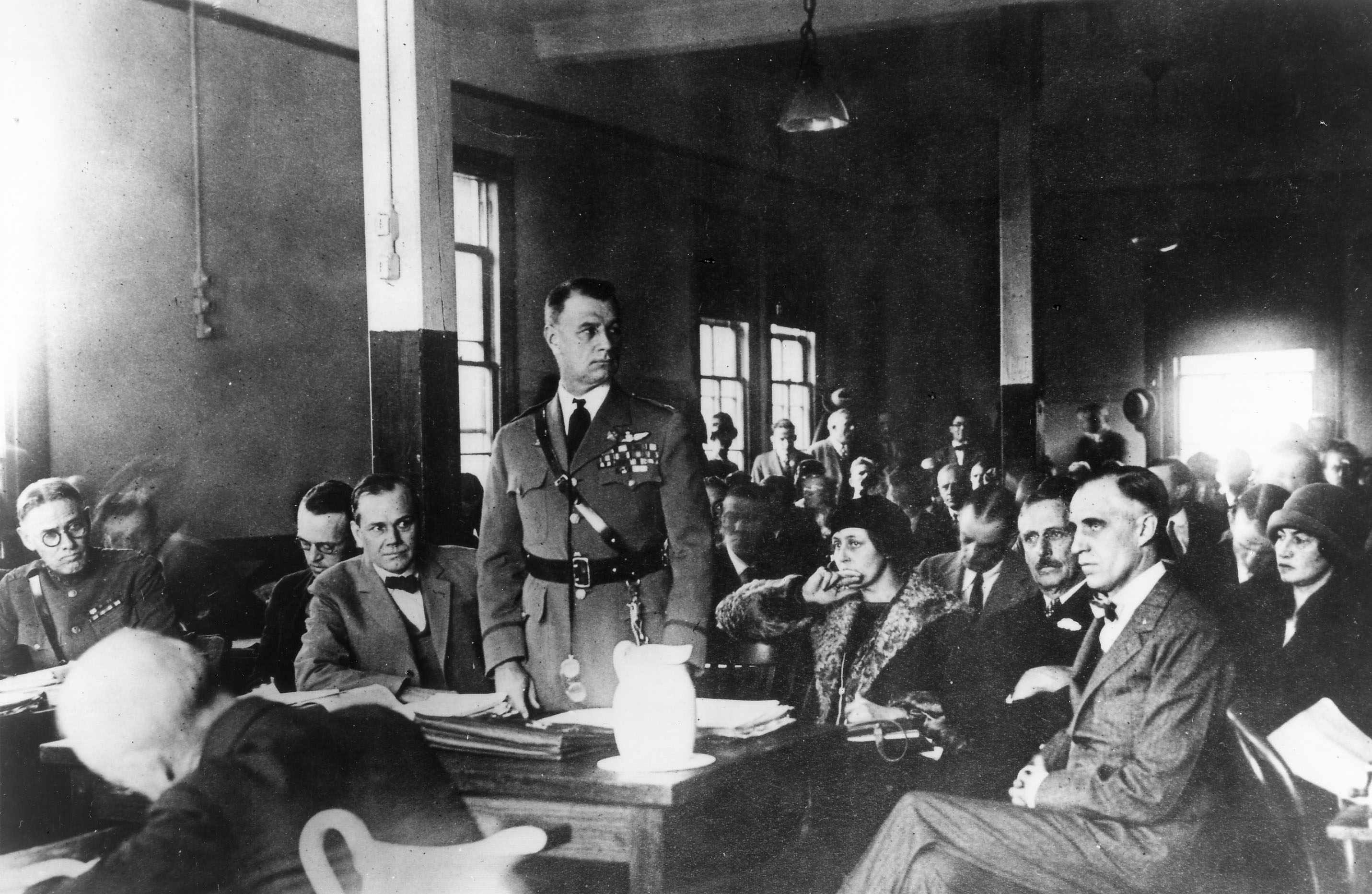
A Corte Marcial de Mitchell em 1925. Essa cena foi recriada para o filme de 1955 "The Court-Martial of Billy Mitchell"

Em resposta ao acidente do dirigível da Marinha Shenandoah sofrido durante uma tormenta e que matou quatorze tripulantes e também da perda de três aeroplanos num voo da Costa Oeste ao Havaí, Mitchell circulou um documento acusando os comandantes do Exército e Marinha de incompetência "e gestão quase traidora da Defesa Nacional." Em novembro de 1925 ele foi à Corte Marcial por ordem direta do presidente Calvin Coolidge. Frank Reid serviu como o chefe da defesa de Mitchell.
O mais jovem dos magistrados era o General-Major Douglas MacArthur, que mais tarde descreveria a ordem de participar da Corte Marcial de Mitchell como "uma das mais desagradáveis ordens que eu recebera." Dos treze juízes, nenhum tinha experiência em aviação e três (inclusive o General-Major Charles Pelot Summerall, presidente original da Corte) foram removidos quando a defesa revelou preconceitos contra Mitchell. As testemunhas de Mitchell foram Edward Rickenbacker, Hap Arnold, Carl Spatz e Fiorello La Guardia. O julgamento atraiu interesse e a opinião pública apoiou Mitchell. Contudo, a Corte julgou Mitchell culpado de insubordinação e o suspendeu por cinco anos sem vencimentos. Os generais escreveram que "A Corte tinha sido complacente devido ao histórico militar do acusado durante a Guerra Mundial." MacArthur mais tarde declarou que votara pela inocência e Fiorello La Guardia disse que o "não culpado" do general fora encontrado na sala dos juízes. MacArthur sentia "que um oficial superior não deveria ser impedido de falar contra seus superiores...." O caso foi presidido pelo general-major Robert Lee Howze, que substituira Summerall. Mitchell se retirou em 1 de fevereiro de 1926, e passou a década seguinte escrevendo e pregando o poder aéreo para todos que quisessem ouvir. Contudo, sua saída reduzira sua capacidade de influenciar a política militar e a opinião pública.
Mitchell assistiu as eleição de Franklin D. Roosevelt, um homem da Marinha. Ele acreditava que o novo presidente teria poder para nomeá-lo secretário da guerra ou talvez secretário de defesa em uma nova e indeterminada organização militar, mas suas expectativas não se concretizaram.
Em 1926, Mitchell foi morar com a esposa Elizabeth numa fazenda em Middleburg, Virgínia, a qual permaneceria como sua principal residência até a sua morte. Ele morreu de uma variedade de males, incluindo um ataque cardíaco e uma forte gripe  num hospital em Nova Iorque em 19 de fevereiro de 1936, tendo sido enterrado no Cemitério Forest Home em Milwaukee, Wisconsin.
O filho de Mitchell, John, iria servir o Exército como primeiro-tenente. Ele morreu em 1942.

## Reconhecimento póstumo
Os conceitos de Mitchell sobre a vulnerabilidade dos navios de guerra a ataques aéreos, puderam ser testados "em condições de guerra" após a sua morte; um grande número de navios das Forças Navais internacionais foram afundados por ataques desse tipo durante a Segunda Guerra Mundial. Por exemplo, os couraçados USS Arizona, HMS Prince of Wales, Roma couraçado de 1940 (2), Musashi, Tirpitz e Yamato, foram todos postos fora de combate ou destruídos por uma série de ataques que incluíam bombas, torpedos lançados do ar e mísseis disparados dos aviões. Algumas dessas embarcações foram destruídas em ataques surpresas aos portos, outras foram afundadas após vigorosa defesa. A maioria dos naufrágios ocorreram por aviões que partiram de porta-aviões, não de bombardeiros baseados em terra ao contrário do que esperava  Mitchell.

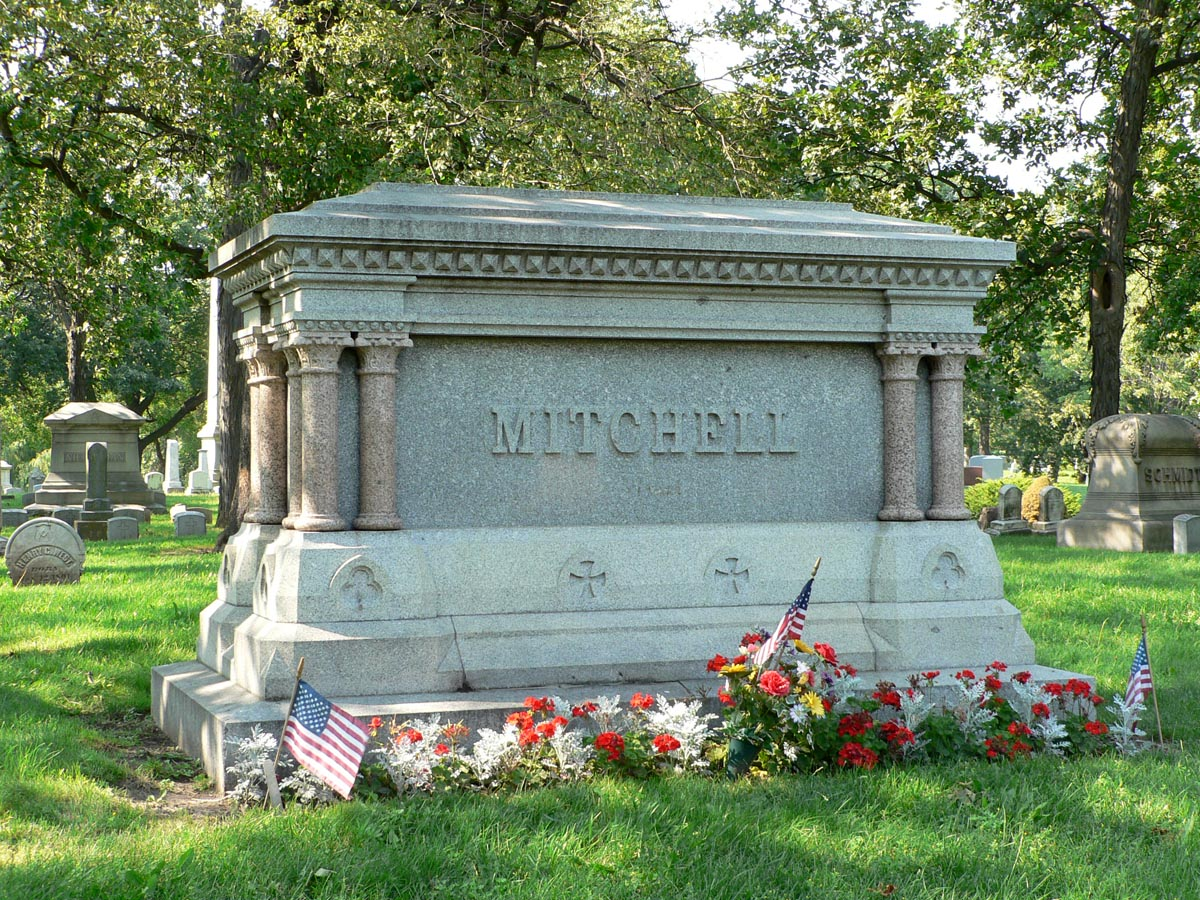
Monumento da família Mitchell

- O bombardeiro americano B-25 Mitchell, comandado pelo tenente-coronnel Jimmy Doolittle, foi usado para atacar Tóquio e quatro outros alvos japoneses em abril de 1942. O B-25 foi o único avião militar americano que foi batizado com o nome de uma pessoa em específico.
- Em 1942, o presidente Franklin Roosevelt, em reconhecimento a contribuição de Mitchell para o desenvolvimento da Força Aérea do país, promoveu-o ao posto de general-comandante de duas estrelas atendendo pedido do Congresso que ainda o homenageou com a póstuma Medalha Dourada do Congresso em 1946.
- Em 1943 o clássico filme sobre a Segunda Guerra Mundial A Guy Named Joe trazia um inominado "general" com fortes semelhanças com o general Mitchell.
- Em 1955 foi lançado o filme The Court-Martial of Billy Mitchell, dirigido por Otto Preminger, com Gary Cooper como o general Mitchell.